# Dziubielewo
Dziubielewo (niem. Helenen Vorwerk) – osada w Polsce położona w województwie lubuskim, w powiecie międzyrzeckim, w gminie Przytoczna.
W latach 1975–1998 miejscowość administracyjnie należała do województwa gorzowskiego.